# Kevin Bruijsten
Kevin Bruijsten (* 29. Januar 1987 in Nijmegen) ist ein niederländischer Eishockeyspieler, der seit 2024 bei den Nijmegen Devils in der niederländischen Ehrendivision unter Vertrag steht.

## Karriere

### Clubs
Bruijsten, Sohn des ehemaligen niederländischen Nationalspielers Jan Bruijsten und älterer Bruder des Nationalspielers Mitch Bruijsten, begann seine Karriere als Eishockeyspieler bei den Nijmegen Emperors in seiner Heimatstadt, für die er als 17-Jähriger in der Ehrendivision debütierte. 2005 wechselte er für zwei Jahre zu den Heerenveen Flyers. Nach einem Jahr bei den Amstel Tijgers Amsterdam zog es ihn 2008 nach Deutschland, wo er bei den Moskitos Essen in der viertklassigen Regionalliga Nordrhein-Westfalen spielte. 2009 kehrte in seine Geburtsstadt Nijmegen zurück und konnte mit den dortigen Devils 2010 den niederländischen Landesmeistertitel erringen. Als sich die Devils 2011 in die Eerste Divisie zurückzogen, wechselte Bruijsten zu den Eindhoven Kemphanen, wo er aber nur ein Jahr blieb und dann zurück den Friesland Flyers, wie das Team aus Heerenveen sich nunmehr nannte, ging. Im Sommer 2014 wechselte er in die französische Ligue Magnus, wo er beim HC Amiens Somme unter Vertrag stand. Nach zwei Jahren verließ er die Franzosen wieder und schloss sich zunächst dem tschechischen Klub Orli Znojmo aus der Österreichischen Eishockey-Liga an, wurde aber bereits im Oktober 2016 an die Dundee Stars aus der Elite Ice Hockey League transferiert. Seit 2017 spielte er mit den Tilburg Trappers in der deutschen Oberliga Nord und wurde 2018 mit dem Team aus der Provinz Nordbrabant Deutscher Oberligameister. 2022 wechselte er zum Ligakonkurrenten Moskitos Essen und ein Jahr später in die belgisch-niederländische BeNe League zu den Heerenveen Flyers. 2024 kehrte er in seine Geburtsstadt zurück, wo er mit den Devils in der Ehrendivision spielt.

### International
Für die Niederlande nahm Bruijsten an den Spielen der Division II der U18-Weltmeisterschaften 2003, 2004 und 2005 sowie der U20-Weltmeisterschaften 2006 und 2007 teil.
In der Herren-Nationalmannschaft spielte Bruijsten erstmals bei der Weltmeisterschaft 2006 in der Division I. Auch 2007, 2010, 2011, 2012, 2013, 2014, 2015 und 2017 stand er für die Niederländer in der Division I auf dem Eis. Nach dem Abstieg 2015 spielte er mit den Niederländern 2016, als er gemeinsam mit seinem Landsmann Julian van Lijden Torschützenkönig des Turniers wurde und gemeinsam mit seinen Landsleuten Raphaël Joly und Alan van Bentem sowie dem Belgier Ben van den Bogaert zweitbester Scorer hinter seinem Landsmann Erik Tummers war, in der Division II, wobei der sofortige Wiederaufstieg gelang. Nach dem neuerlichen Abstieg 2017 spielte er bei der Weltmeisterschaft 2018 erneut in der Division II und erreichte wiederum den direkten Wiederaufstieg. Zudem vertrat er seine Farben bei den Qualifikationsturnieren für die Olympischen Winterspiele 2010 in Vancouver, 2014 in Sotschi und 2018 in Pyeongchang.

## Erfolge und Auszeichnungen
- 2010 Niederländischer Meister mit den Nijmegen Devils
- 2016 Aufstieg in die Division I, Gruppe B, bei der Weltmeisterschaft der Division II, Gruppe A
- 2016 Bester Torschütze bei der Weltmeisterschaft der Division II, Gruppe A (gemeinsam mit Julian van Lijden)
- 2018 Deutscher Oberligameister mit den Tilburg Trappers
- 2018 Aufstieg in die Division I, Gruppe B, bei der Weltmeisterschaft der Division II, Gruppe A